# Verónica (leyenda urbana)

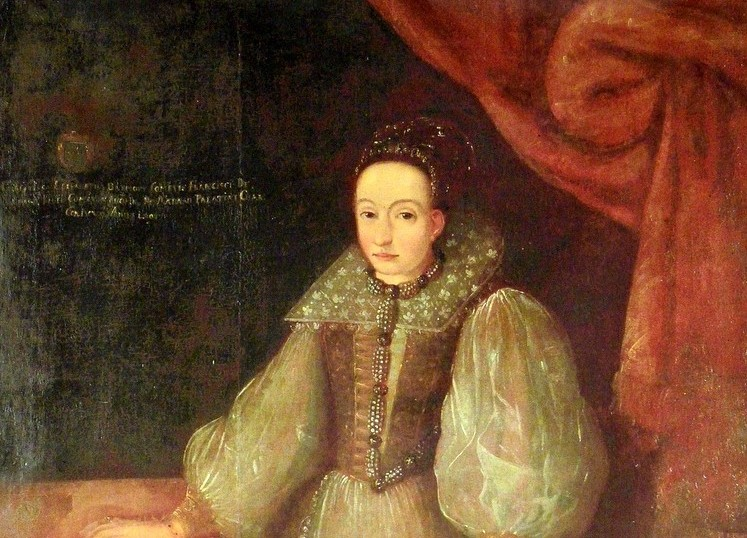
Retrato de Erzsébet Báthory, posible inspiración de la leyenda.

El fantasma del espejo (con nombres variables según la región) es una leyenda sobre un supuesto espíritu que aparece al ser pronunciado su nombre un número determinado de veces (variable según las versiones, aunque suelen ser tres) frente a un espejo. En España se conoce al personaje como Verónica, y en el mundo anglosajón como Bloody Mary («María la Sangrienta»). La leyenda suele aparecer vinculada a un juego o ritual adivinatorio.
No resulta fácil establecer el origen de la figura, ligada a la creencia, común en muchos lugares, de que las almas de los muertos se manifiestan en ocasiones en los espejos. Algunos han querido vincularla con Santa Verónica, y otros, a causa de su variante anglosajona Bloody Mary, con María I de Inglaterra.

## Ritual

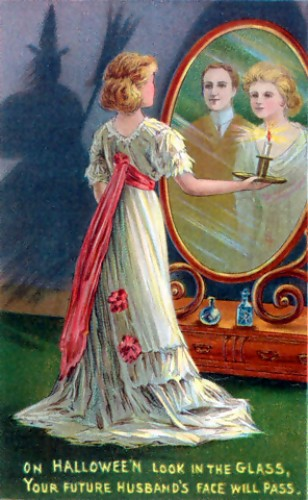
Una tarjeta de felicitación de Halloween de principios del muestra un ritual de adivinación en el que una mujer se mira en un espejo en una habitación oscura para ver el rostro de su futuro esposo. La sombra de una bruja se proyecta sobre la pared a la izquierda.

El ritual se presenta en diversas configuraciones, implicando el uso de objetos cotidianos, como un libro (a menudo, la Biblia) o unas tijeras (en memoria de las que según una de las versiones causaron la muerte a Verónica). Verónica mata a quien la ha invocado, normalmente con un arma blanca que se encuentre en las cercanías (cuchillos de cocina, navajas, cortauñas, tijeras...), que sale disparada y se clava en el corazón o el cuello de la víctima. El tema central del rito suelen ser consultas relacionadas con el primer amor o la muerte.

## Leyenda urbana

### Versiones españolas
La versión más común de la leyenda explica que se trata de una chica muerta durante la pubertad (a menudo, durante una sesión de ouija) y cuyo espíritu ha quedado atrapado entre el mundo de los vivos y el de los muertos. Sin embargo, algunas versiones la consideran hija de Satanás.
El personaje cambia con frecuencia de nombre (con variantes como Carolina y Micaela) o se multiplica, normalmente bajo la forma de dos hermanas o amigas.

### Bloody Mary
En Estados Unidos hay una leyenda análoga protagonizada por Bloody Mary («María la Sangrienta») o Mary Worth, que ha servido de inspiración al relato de Clive Barker Lo Prohibido, llevado al cine con el título Candyman.
Una versión relata que Mary era una chica de quince años muy hermosa y vanidosa. El centro de su vanidad era su hermoso cabello, que todas las noches peinaba cien veces. Un día le quisieron jugar una broma y un hombre (no se sabe quién) se escondió en el armario mientras ella cepillaba su cabello. Mientras estaba descuidada, el hombre salió, le tapó la boca con un pañuelo y le cortó todo el cabello. Ella no soportó verse fea y no pudo esperar a que el pelo le creciera de nuevo. Unas semanas después, se suicidó. Se cree que para que esta aparezca se deben encender tres velas frente a un espejo, peinarse el cabello cien veces como ella lo hacía cada noche y decir «Bloody Mary» tres veces.
Según otra versión, Mary era una muchacha gravemente enferma y que en ese tiempo no se podía curar. El médico era su padre, que después de cuatro días en coma tomó la decisión de enterrarla en el patio de su casa. La madre de Mary no se quería ir de la tumba. Su padre sabiendo que se iba a morir de frío le inyectó morfina. A Mary se le amarró en la muñeca un hilo que iba unido a una campana. El padre se fue a dormir y a la mañana siguiente fue a ver la campana, que encontró tirada. En ese mismo momento abrió la tumba de su hija y vio que sus manos estaban llenas de sangre y poco después notó que les faltaban las uñas. Después de llorar por un buen rato se fijó en que las uñas estaban incrustadas en el ataúd arañado. Se cree que para que esta aparezca se deben encender tres velas frente a un espejo, dar tres vueltas y mientras tanto decir «Bloody Mary» tres veces.